# Serra de Boumort
La serra de Boumort és una muntanya calcària que emergeix al nord-est de la Conca de Dalt i de la mateixa comarca del Pallars Jussà. Pertany al municipi de Conca de Dalt, del Pallars Jussà, dins de l'antic terme d'Hortoneda de la Conca, tot i que els seus vessants s'estenen cap als termes municipals de Baix Pallars, al Pallars Sobirà, Cabó, Coll de Nargó i les Valls d'Aguilar, de l'Alt Urgell, i Abella de la Conca, al Pallars Jussà. La seva cota màxima és el Cap de Boumort (2.076 m).
Dona nom a un Espai Natural, descrit a la segona part d'aquest mateix article, i també a una extensa partida rural, també tractada més endavant.

## Etimologia
Joan Coromines considera diverses hipòtesis en una llarga disquisició sobre l'origen de Boumort. Esmenta breument un bauç mor (cingle dels moros) i un borg mort (castell mort), però els descarta tots dos per manca de fonaments històrics que els poguessin avalar. D'altra banda, la procedència de bove morto (bou mort) pren força per la forta presència de bovins en aquesta serra i per la freqüent presència a la toponímia catalana de les arrels de bou (Bovera, Montbui...) i mort (Osormort, Ultramort), i el filòleg es decanta per aquesta darrera interpretació.

## Descripció geogràfica
La Serra de Boumort està delimitada al nord per la vall formada per la continuïtat del barranc de la Coma d'Orient, la llau dels Carants i el barranc del Vinyal (que, cap a ponent, formen el barranc de l'Infern, que s'aboca en la Noguera Pallaresa a Collegats.
Pel costat de ponent, aquesta serra va davallant en forma de contraforts que s'allargassen entre els barrancs suara esmentats i la llau de Perauba (Serra de Palles), entre aquesta llau i les de la Mitgenca i de Segan (Montpedrós, Serra de la Travessa i Serrat de les Boixegueres) i entre la llau de Segan i la de la Gavarnera (la Cogulla.
A migdia, fa de límit dels vessants meridionals de la Serra de Boumort el riu de Carreu; la part oriental, en el territori de l'antic poble de Carreu i l'occidental en terres del poble, ara abandonat, d'Herba-savina. Tot de barrancs que davallen de la Serra de Boumort i de contraforts de la mateixa serra formen la meitat nord de la vall de Carreu: d'orient a ponent, la carena que baixa del Cap de Boumort a la Creueta, Plandellet i els Rocs de l'Esteve, el barranc dels Cóms de Carreu, el de la Gargalla, el Serrat de Moixerolers, el barranc de Galliner i el de la Creueta, el Serrat Blanc i el barranc de la Malallau.
A llevant, el vessant alturgellenc de la serra, hi ha les valls del barranc d'Inglada i, més al nord, el riu del Cap de la Vall, que queden separades pel contrafort oriental de la Serra de Boumort, amb el Tossal de Caners i la Cogomera.
El seu cim, el Cap de Boumort (2.076,2 m. alt.), és un dels millors observatoris de la serralada pirinenca i també de les planes de Lleida.
Malgrat que la part baixa és molt agresta i abrupta, amb predomini de pi roig, roures i boixos, a la part alta hi ha abundància de prats quasi alpins i de pi negre, de manera que un itinerari per aquesta serra ens ofereix una gran varietat de paisatges.

## L'espai d'interès natural Serra de Boumort
Forma part de la Reserva Nacional de Caça de Boumort i com a tal té una gran riquesa faunística d'herbívors (cérvols, isards, cabirols, daines…), carnívors (guineu, teixó, marta, mustela…) i d'ocells (voltors, falcons pelegrins, àligues daurades, trencalossos…)
També forma part del Pla d'Espais d'Interès Natural (PEIN) i de la Xarxa Natura 2000.

### Extensió
De les 10.824,74 ha. totals de superfície, 875,34 són en el terme de Cabó i 1.080,58 en el de Coll de Nargó, tots dos de l'Alt Urgell (1.955,92 ha en aquesta comarca); 1.458,27 en el terme d'Abella de la Conca i 4.614,54 en el de Conca de Dalt, tots dos del Pallars Jussà (6.072,82 ha en aquesta comarca), i 2.795,99 en el de Baix Pallars, del Pallars Sobirà.

### Vegetació
La vegetació de la Serra de Boumort és pràcticament la mateixa de la Reserva Nacional de Caça de Boumort, de la qual forma part, i és la pròpia del prepirineu occidental català, enriquida per la penetració d'espècies boreoalpines i pel manteniment d'elements xeromediterranis.
Presenta una gran diversitat, tant en nombre d'espècies com en estructures.
El paisatge dominant és submediterrani, amb pinedes secundàries de pinassa i de pi roig, dins el domini de la roureda de fulla petita, que actualment només es troba a la rodalia de barrancs i llocs inaccessibles.
La part superior està dominada pels boscos de pi negre, acompanyats per un sotabosc de boixerola i ginebre comú.
Per sobre dels 1.800 m. alt. hi ha prats alpinitzats formats fonamentalment per ussona, festuca duríssima i avena montana, gramínies típicament pirinenques que es desenvolupen als vessants assolellats, rocosos i amb poca nivació.
Cal destacar la presència de cinc plantes estrictament protegides dins d'aquest espai, que són: l'aguilera (Aquilegia pyrenaica), el narcís (Narcissus alpestris), l'astràgal danès (Astragalus danicus¡¡), la bufalaga de les neus (Thymelaea nivalis) i la flor del vent (Pulsatilla alpina).

### Fauna
En aquesta reserva de caça destaquen, per damunt de la resta d'espècies que s'hi troben, els cèrvids. El més abundós és el cérvol comú, però també hi ha isards, cabirols i daines.
També hi ha molt de porc senglar (com a tota Catalunya); la resta de mamífers existents són el conill, la llebre europea, a més de guineus, teixons, fagines, gats fers, martes i musteles, tot i que les tres darreres en una proporció més petita.
Pel que fa a aus, s'hi troba el picot negre, el mussol pirinenc i la becada (totes tres són espècies protegides). També hi ha la perdiu roja, la perdiu xerra, i una bona mostra de grans rapinyaires, amants dels cingles i els penya-segats: el trencalòs, el voltor, l'aufrany, el falcó pelegrí i l'àliga daurada.
Als rierols es troben algunes espècies singulars, algunes d'elles endèmiques: el tritó pirinenc i el cranc de riu ibèric (Austropotomobius pallipes), espècie en franca recessió.

## La partida rural Mont Boumort
Aquesta extensa partida, sumades totes les parcel·les que la formen, pràcticament totes integrades en el parc natural, abraça 3.163,7718 hectàrees de pinedes i pastures, amb zones de matolls, bosquina i improductives. Inclou dins l'actual partida tot el poble d'Herba-savina i les partides que en formaren part. La partida de Mont Boumort abraça terres del poble d'Hortoneda i dels antics pobles d'Herba-savina i del Mas de Vilanova.